# سافل الويدان
سافل الويدان (باللاتينية : Safel El Ouiden) ( بالأمازيغية : ⴽⴰⵔⴱⴰⵏⵉⵜⵉ) إحدى بلديات ولاية سوق أهراس في الجزائر شمال قارة أفريقيا. ويحيط بها الزرق وبريش (ولاية أم البواقي) وترقالت وأم العظائم وسدراتة وبئر بوحوش تبعد عن مدينة خميسة الأثرية ب 48 كم تابعة إقليميا لولاية سوق أهراس الحدودية منذ 1984 بعد أن كانت تابعة لولاية قالمة (1976) وقبلها ولاية عنابة منذ استقلال الجزائر
تتربع بلدية سافل الويدان على مساحات شاسعة من الأراضي الفلاحية مما يؤهلها لكي تكون قطبا إنتاجيا واعدا في مجال المنتوجات الفلاحية (خضر -حبوب- إنتاج الحليب -إنتاج اللحوم البيضاء والحمراء) نظرا لوجود 6 حواجز مائية.
يبلغ عدد سكانها حوالي 3500 نسمة تبعد عن كل من مدينة عنابة و تبسة و قسنطينة بحوالي 130كم وعن كل من مدينة قالمة و سوق أهراس بحوالي 100 كلم، وأغلب سكانها يعتمدون على الزراعة والفلاحة بصفة عامة، وتعتبر مدينة عذراء من حيث الاستثمار. وأهم حي في سافل الويدان الحي العريق أول نوفمبر -و حي 20 اوت 1955.

## تاريخها
كانت سافل الويدان أيام الثورة التحريرية تسمى كربنيتي وسميت بهذا الاسم نظرا لوجود مقر إدارة الاستعمار الفرنسي CAMP ومركز التعذيب.

## اللغة
يتكلم سكان سافل الويدان اللغة الشاوية، وتستخدم اللغة العربية الفصحى في المحررات والمواثيق الرسمية، كما ينص دستور الدولة.